# صنداي أفولابي
صنداي أفولابي قالب:Lang-mul هو لاعب كرة قدم نيجيري في مركز لاعب ارتكاز ‏، ولد في 10 يوليو 1999 في إبادان في نيجيريا. لعب مع ريفرز يونايتد وليفينغ سبرينغز.

## وصلات خارجية
- صنداي أفولابي على موقع قاعدة بيانات كرة القدم.إي يو (الإنجليزية)
- صنداي أفولابي على موقع Soccerway.com (الإنجليزية)